# Remsenburg-Speonk
Remsenburg-Speonk est une census-designated place du comté de Suffolk, dans l'État de New York, aux États-Unis,. En 2020, elle compte une population de 3 110 habitants.